# Bristol F.2
A Bristol F.2 Fighter egy brit kétüléses kétfedeles(en) vadász és felderítő repülőgép(en) volt az első világháborúban, amelyet legfőképp a brit Royal Flying Corps repült. Gyakran egyszerűen Bristol Fighter-nek hívták, vagy az akkor elterjedt "Brisfit", vagy "Biff" névvel illették. Dacára annak, hogy az F.2B kétszemélyes gép volt, mégis elég fürgének bizonyult ahhoz, hogy tartsa magát az ellenséges együléses vadászgépek ellen. Miután túljutott karrierjének katasztrofális kezdetén, az F.2B megbízható kialakítása biztosította, hogy az 1930-as években is katonai szolgálatban maradt és a leszerelt repülőgépek is népszerűek voltak a polgári repülésben.

## Tervezés és fejlesztés
A Bristol Aeroplane Company vadászrepülőgép kialakítása alapvetően Frank Barnwell tanulmányterveitől fakad. Akit az inspirált 1916 márciusában, hogy elkészültek az új R.E.8(en) és F.K.8(en) típusok melyek lehetséges leváltói voltak a fejletlenebb B.E.2c repülőgépnek. Ekkor el is készült két prototípus terve, az R.2A 160 LE-s Beardmore motorral(en) és az R.2B 150 LE-s Hispano Suiza(en) erőforrással. Még egyik sem épült meg, amikor az új 190 Le-s (142 kW) soros elrendezésű Rolls-Royce Falcon(en) motor elérhetővé vált, és ekkor Barnwell új gépet tervezett a Rolls-Royce erőforrás köré. Ez lett a Type 12 F.2A jelű változat, amely sokkal kompaktabb kialakítású. A fejlesztés célja kezdettől fogva, hogy az új gép helyettesíthesse az F.E.2d és Sopwith 1½ Strutter(en) kétszemélyes vadászokat. A F.2A prototípus első repülésére 1916. szeptember 9-én került sor. Az F.2A-t az addigra már a brit kétüléseseken alapvetőnek számító fegyverzettel látták el. A típust egy előretüzelő 7,7 mm-es szinkronizált Vickers géppuskával és egy a megfigyelő hátsó kabinjában Scarff gyűrűre szerelt mozgatható 7,7 mm-es Lewis puskával fegyverezték fel. Előbbi maradt is a szabványos fegyverzet.

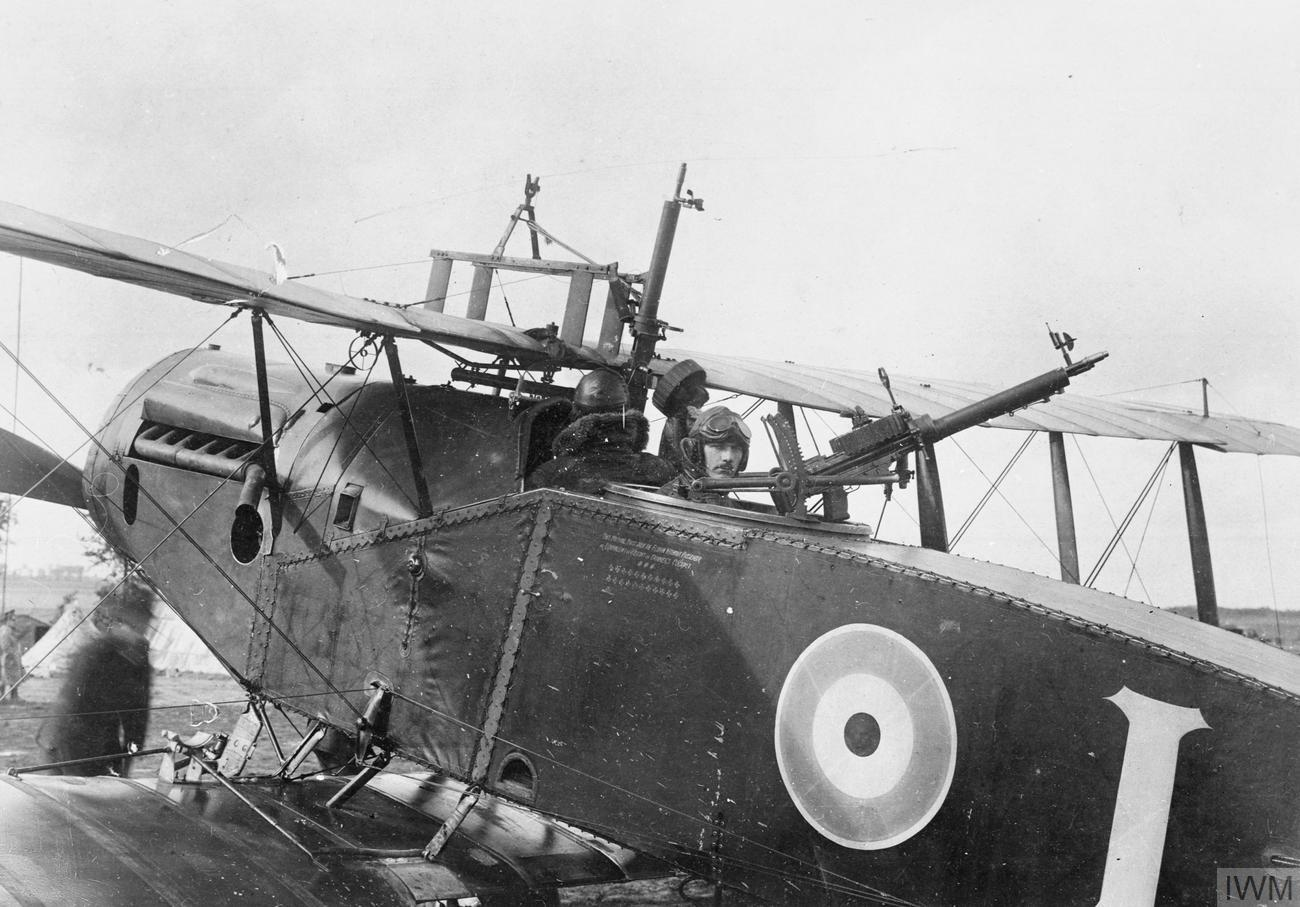
Bristol Fighter Foster tartóra szerelt Lewis golyószóró

Mindössze 52 példány F.2A készült mielőtt átállították volna a gyártást a végleges Bristol Fighter-re, mely a Bristol Type 14 F.2B kódnevet kapta és 1916. október 25-én repült először. Az első 150 darabot Falcon I, vagy Falcon II motorral szerelték, de a továbbiak már a 275 Le-s (205 kW) Falcon III motort kapták. Így az elérhető maximális sebesség 198 km/h-re nőtt. Az F.2B 16 km/h-val lett gyorsabb, mint az F.2A és három perccel hamarabb elérte a 3000 m-es (10 000 láb) magasságot.
Jóllehet a lövészek az iker Lewis golyószóró rögzítésének kezelését a háború utolsó évének légi ütközeteinek helyszínéül szolgáló nagy magasságban nehéznek tartották, az F.2B-k gyakran szállítottak egy második Lewis golyószórót is a hátsó fülkéhez szerelve. Számos kísérletet tettek arra, hogy előre tüzelő Lewis golyószórókat is felszereljenek Foster rögzítőre, vagy hasonlóra a felső szárnyon, akár a Vicker géppuska helyett, vagy mellett. Azonban ez sajnos megzavarta a pilóta iránytűjét, amely a felső szárny kilépőéléhez volt rögzítve. Néhány F.2B-n a Lewis golyószórót amennyire csak lehetett jobbra tolva szerelték fel, hogy a lehető legkisebbre csökkentsék a hatását.
A Bristol M.R.1(en)-et gyakran a "teljesen fém" változatú F.2b-ként írják le. Habár a karakterét megtartotta abban a tekintetben, hogy a törzset a felső, valamint az alsó szárny között alakították ki, valóságban azonban egy teljesen új terv volt. Két prototípus készült, s 1917. október 23-án emelkedett először a levegőbe, azonban az M.R.1 sohasem került tömeggyártásba.

### Egyéb motorváltozatok
Ebben az időben a Rolls-Royce repülőgép motorokból tartós hiány volt, s a Falcon sem volt kivétel. A terv, hogy a Bristol Fighter az R.E.8 és F.K.8 típusokat felváltva az egységes brit kétüléses legyen, elakadt azon az akadályon, hogy hogy egyszerűen nem volt elég Falcon elérhető. Az a törekvés, hogy találjanak egy elérhető, ugyanakkor megfelelően erős és megbízható motort végül kudarcba fulladt.
A Type 15 változatot egy 200 Le-s (150 kW) Sunbeam Arab(en) dugattyús motorral szerelték fel. Ez a motor azonban tartós rázkódásban szenvedett. A hosszas fejlesztés ellenére az "Arab Bristol" soha nem lett életképes kombináció. A háború legvégén néhány Arab motoros Bristolt a frontra vezényeltek, de a legtöbb brit felderítőszázadnak a harcok végéig R.E.8 és F.K.8 típusokon kellett szolgálnia.
A Type 16 változatot 200 Le-s (150 kW) Hispano-Suiza motorral szerelték. Ez az Arab-nál jobban működött, de a Hispano-Suiza elérhetősége nem volt jobb a Falcon-nál és az elkészült motorokra szükség volt a S.E.5a, valamint a Sopwith Dolphin gyártásához. A Type 17 változathoz javasolt 300 Le-s (220 kW) Hispano-Suiza motorokból szintén nem állt rendelkezésre sok a háború befejezése előtt.
Az F.2B-hez más motorokat is kipróbáltak, vagy javasoltak, pl. a 200 Le-s (150 kW) RAF 4d, a 180 Le-s (130 kW) Wolseley Viper(en) és 230 Le-s (170 kW) Siddeley Puma(en) motorokat.
A Type 22 változat csillag, illetve rotációs motoros kezdeményezés volt. A 200 Le (150 kW) Salmson(en) csillag elrendezésű, a 300 Le (220 kW) ABC Dragonfly(en) csillag elrendezésű (Type 22A), és a 230 Le (170 kW) Bentley(en) B.R.2(en) rotációs (Type 22B) motorokkal is próbálkoztak. A típus számozását végül folytatták a teljesen új terv alapján készült Bristol F.2C Badger repülőgéphez is.

### Amerikai változatok
Az Amerikai Egyesült Államok Hadseregének Mérnöki Szakasza tervbe vette, hogy kifejleszti és megépíti a Bristol Fighter amerikai változatát. Az Egyesült Államok területén a gyártást minden erőfeszítés ellenére arra a hibára alapozták, hogy a típus számára az erőforrást a 400 Le-s (298 kW) Liberty L-12(en) motorral biztosították volna. A Liberty teljesen alkalmatlan volt a Bristol-hoz. Túl súlyos és túlzottan terjedelmes volt, melynek következtében a repülőgép orrnehéz lett. S a tervezett 2000 darabból mindössze 27 épült meg. Az arra való törekvés, hogy az amerikai Bristol Fighter motorját a sokkal inkább hozzáillő Liberty 8-ra, vagy a 300 Le-s (224 kW) Wright-Hisso motorokra cseréljék, politikai, valamint műszaki problémákba ütközött. A Hispano motoros Engineering Division USB-1A változatból és a Liberty L-8(en) motoros Engineering Division USB-1B változatból is csupán egy-egy készült. Korlátozott darabszámban XB-1 néven építettek néhány Hispano, vagy Wright motoros gépet a háború után.
Sokkal drasztikusabb módosítást vitt véghez a Dayton-Wright(en) repülőgépgyár, ahol kicserélték a törzset egy teljesen fából készült önhordó szerkezetre és 330 Le-s (246 kW) Wright-Hisso H, illetve 350 Le-s (261 kW) Packard 1A-1327 motorokat építettek be. A prototípust a Dayton-Wright USXB-1A névre keresztelték és a 40 legyártott repülőgép pedig az XB-1A típusjelzéssel vált ismertté.

### Háború utáni fejlesztések
Az F.2B háború után kifejlesztett egyik változata a Type 14 F.2B Mk II kétüléses légitámogató kétfedeles, melynek felszerelését a sivatagi körülményekhez igazították és a trópusi körülményeknek megfelelő hűtőrendszert építette be. 1919 decemberében szállt fel először és 435 darabot építettek belőle. A Type 96 Fighter Mk III és a Type 96A Fighter Mk VI szerkezetileg megerősített repülőgépek voltak, amelyekből 50 darab épült 1926 és 1927 között.
A légierőtől leszerelt F.2B gépeket átalakították polgári használatra. A Bristol Tourer típusnál az F.2B Falcon motorja helyére a Siddeley Puma(en) motort építették be és pilótafülkéket zárható tetővel látták el. A Tourer maximális sebessége 206 km/h volt.

## Harci alkalmazása

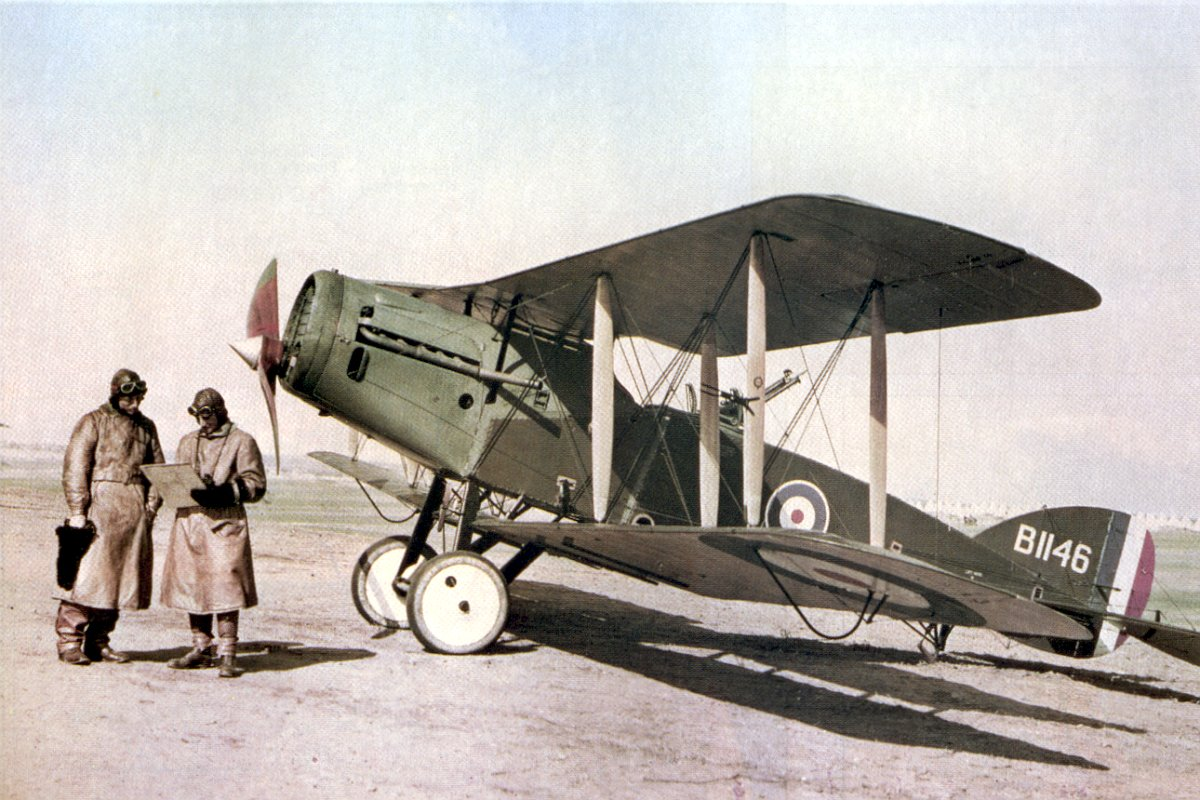
A Bristol F.2B No. 1 Század, Ausztrál Légierő Ross Smith repülte Palesztinában, 1918. február

A kezdeti bevetések során a hajózószemélyzetet arra utasították, hogy tartsák fenn az alakzatot és a lövészek vegyenek kereszttűz(en) alá bármely fenyegető ellenséges vadászrepülőgépet. Abban az időben ez volt az általános eljárás, és jól működött az olyan típusoknál, mint a F.E.2b(en). A Bristol számára ez a taktika hibás volt és nem állta ki az ellenséggel való találkozás első próbáját.
1917 áprilisában az F.2A megérkezett a britek által kezdeményezett második arrasi csata helyszínére a nyugati frontra. A Viktória Kereszttel kitüntetett William Leefe Robinson vezette 48-as repülőszázad legelső hat járőröző F.2A gépe belefutott Manfred von Richthofen által vezetett Jasta 11 századból származó öt darab Albatros D.III vadászgépbe. A hat F.2A-ból négyet lelőttek (beleértve Robinson gépét, akit elfogtak) és egy ötödik súlyosan megrongálódott.
Az újragondolt sokkal rugalmasabb, agresszívabb taktika hamarosan igazolta, hogy az új Bristol nem annyira tehetetlen a légi harcban, mint amennyire azt az ellenséggel való első találkozás jelezte. Valójában végül felismerték, hogy a típus elég gyors és jól manőverezhető (többé-kevésbé mint az együléses vadászgépek) ahhoz, hogy harcba bocsátkozzon. A pilóta fixen rögzített előretüzelő puskája szolgált elsődleges fegyverül, a megfigyelő mozgatható puskáját pedig további hátsó "fullánkként" használhatta. Ily módon repülve a Bristol Fighter már félelmetes ellenfele lett a német együléseseknek.
1917 szeptemberében és októberében 1600 darab F.2B repülőgépet rendeltek meg és az első világháború végére az Angol Királyi Légierő szolgálatában 1583 darab F.2B állt. Végül összesen 5329 repülőgép épült. Legtöbb a Bristol gyárában, de készültek még a Standard Motors(en), az Armstrong Whitworth(en), sőt még a Cunard Steamship Company üzemeiben is. A háború után, az F.2B repülőgépek légitámogató és könnyűbombázó szerepkörökben folytatták a szolgálatot szerte a Brit Birodalomban, legfőképp a Közel-Keleten, Indiában és Kínában. Az F.2B szolgálatot teljesített az Új-Zélandi Légierőnél, az Ausztrál Légierőnél, de még Belgium, Kanada, Írország, Görögország, Mexikó, Norvégia, Peru, Spanyolország és Svédország légierőiben is. Addig nem vonták ki véglegesen a típust a Brit Királyi Légierőből amíg az Indiában állomásozó utolsó "Brisfit" No. 20 repülőszázad a típust 1932-ig használta. Legutolsóként a típus még további három évig szolgált Új-Zélandon.
1920-ban Lengyelország 107 Bristol Fighter repülőgépet vásárolt. Ezzel a típus második legnagyobb üzemeltetőjévé vált. 105 példány 300 Le-s (220 kW) Hispano-Suiza motorral volt szerelve, 2 példány pedig RR Falcon III motorral. Ebből az időből származik a legtöbb lengyel repülőgéptípus. Negyven gépet használtak felderítő és közvetlen légitámogató feladatkörökben a lengyel–szovjet háború harcaiban 1920. júliusától, többek között a varsói csatában. A többi gép a csak a háborús cselekmények végeztével állt szolgálatba. Két példányt a földről tüzelve lőttek le, egy a szovjetek kezére jutott és néhány balesetben semmisült meg. A túlélő példányok tovább szolgáltak Lengyelországban egészen 1932-ig, felderítő, illetve kiképző feladatkörökben.

## Üzemeltetők
Afganisztán

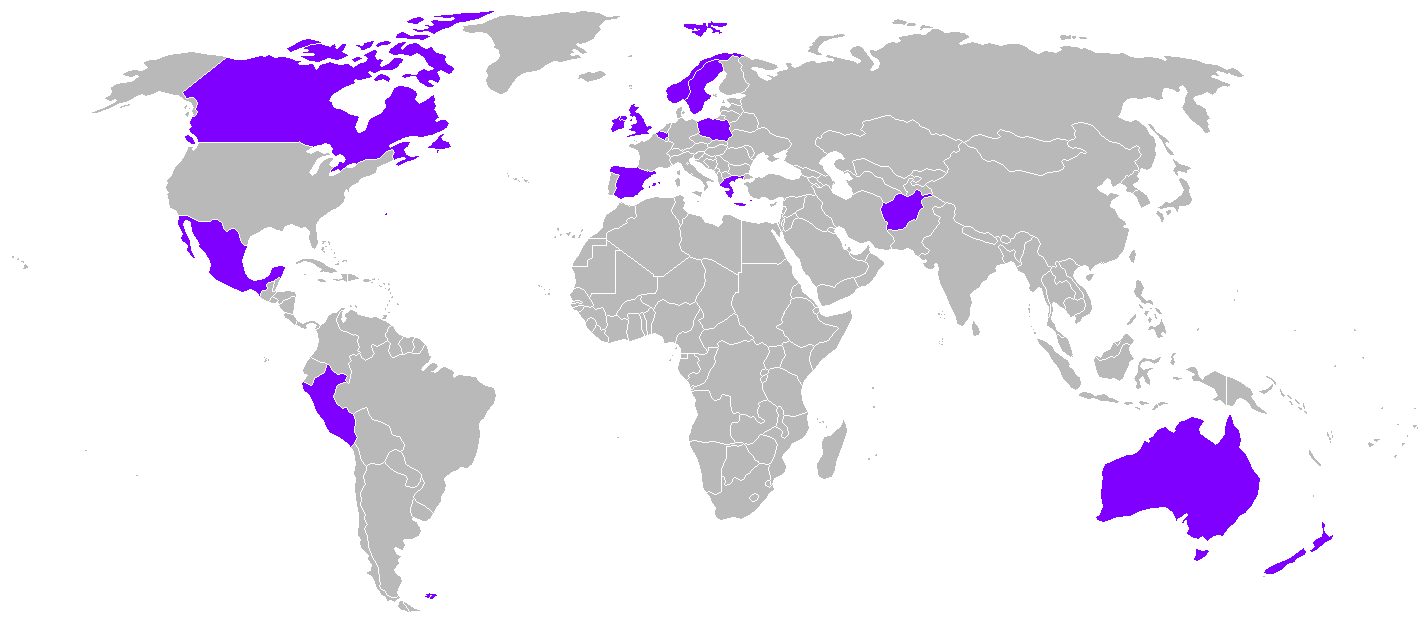
Bristol F.2 Fighter üzemeltető országok

- Afgán Légierő(en), három repülőgépet használtak 1919 és 1929 között

 Argentína
- Argentin Légierő

 Ausztrália
- Ausztrál Repülős Csapatok(en), a Bristol Fighter-t 1917 és 1918 között üzemeltették
  - No. 1 Squadron RAAF(en), Palesztinában
  - No. 6 Squadron RAAF(en), az Egyesült Királyságban

 Belgium
- Belga Légierő

 Bolívia
- Bolíviai Légierő(en)

 Kanada
- Kanadai Légügyi Hatóság
- Kanadai Királyi Légierő

 Honduras
- Hondurasi Légierő(en)

 Írország
- Irish Air Service
- Ír Légihadtest(en)

 Görögország
- Görög Légierő
- Görög Haditengerészet(en)

 Mexikó
- Mexikói Légierő

 Új-Zéland
- Új-Zélandi Királyi Légierő, 7 példány Bristol F.2B vadászt üzemeltettek 1919 és 1939 között. Az NZPAF(en)-nál töltött 16 évnyi szolgálat alatt, használták csapattámogató, légi felmérő és továbbképző repülőgépnek is.

 Norvégia
- Norvég Hadsereg Légi Szolgálata(en)

 Peru
- Perui Légierő

 Lengyelország
- Lengyel Légierő, 107 darab Bristol F.2B gépet üzemeltettek 1920 és 1932 között

 Szovjetunió
- Szovjet Légierő, 2 repülőgép

 Spanyolország, Spanyol Királyság
- Spanyol Légierő

 Svédország
- Svéd Királyi Légierő

 Jugoszláv Királyság
- Jugoszláv Királyi Légierő(en), 1 repülőgép

 Egyesült Királyság
- Királyi Repülő-hadtest(en) /  Brit Királyi Légierő

| - - No. 2 Squadron RAF(en) - No. 4 Squadron RAF(en) - No. 5 Squadron RAF(en) - No. 6 Squadron RAF(en) - No. 8 Squadron RAF(en) - No. 9 Squadron RAF(en) - No. 10 Squadron RAF(en) - No. 11 Squadron RAF(en) - No. 12 Squadron RAF(en) - No. 13 Squadron RAF(en) - No. 14 Squadron RAF(en) - No. 16 Squadron RAF(en) - No. 20 Squadron RAF(en) | - - No. 22 Squadron RAF(en) - No. 24 Squadron RAF(en) - No. 28 Squadron RAF(en) - No. 31 Squadron RAF(en) - No. 33 Squadron RAF(en) - No. 34 Squadron RAF(en) - No. 35 Squadron RAF(en) - No. 36 Squadron RAF(en) - No. 39 Squadron RAF(en) - No. 48 Squadron RAF(en) - No. 62 Squadron RAF(en) - No. 67 Squadron RAF(en) - No. 75 Squadron RAF(en) | - - No. 76 Squadron RAF(en) - No. 81 Squadron RAF(en) - No. 88 Squadron RAF(en) - No. 100 Squadron RAF(en) - No. 105 Squadron RAF(en) - No. 111 Squadron RAF(en) - No. 114 Squadron RAF(en) - No. 138 Squadron RAF(en) - No. 139 Squadron RAF(en) - No. 140 Squadron RAF(en) - No. 141 Squadron RAF(en) - No. 186 Squadron RAF(en) - No. 208 Squadron RAF(en) |

## Repülőképes példányok
Három darab repülőképes Bristol Fighters repülőgépet tortottak számon 2007-ben (és számos replikát)
- The Shuttleworthi Gyűjtemény(en) egy repülőképes F.2B Fighter gépet őriz, száma D8096, Angliában nyaranta repülni is szokott.[9]
- Kanadai Repülési és Űrkutatási Múzeum(en), Rockcliffe, Ontario, birtokol egy második példányt is, D-7889.[10]
- Az új-zélandi filmrendezó Peter Jackson birtokolja a D-8040 számút, amely a Hood Aerodrome-ról repül, Masterton-ben, új-Zélandon. A Repülés Örökség Központ, Omaka-ban, N.Z., tart egy második eredeti géptörzset.

## Kiállított példányok

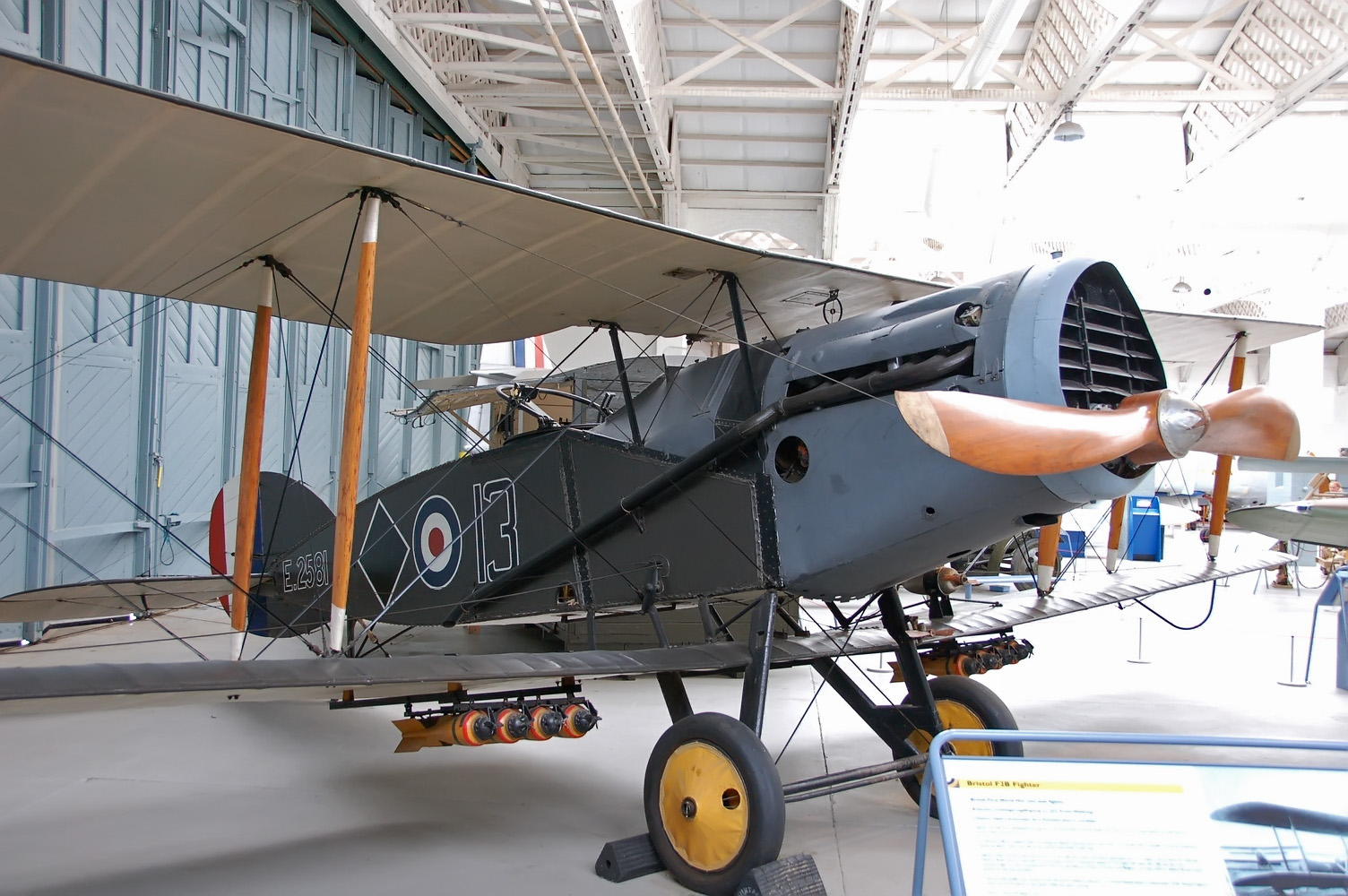
Egy megőrzött Bristol F.2 Fighter Duxfordi Birodalmi Háborús Múzeum

Lényegében eredeti repülőgépek tekinthetők meg az alábbi statikus kiállításokon
- Királyi Légierő Londoni Múzeuma(en)
- Duxfordi Birodalmi Háborús Múzeum(en)
- Museo del Aire, Madrid
- VAF, Old Kingsbury, Texas
- Musée Royal de l'Armée(en), Brüsszel

A Rolls-Royce, az Airbus és a GKN Aerospace-Filton mérnökei építettek egy teljes méretű F.2B replikát, így ünnepelve a repülőgépgyártás 100. évfordulóját bristol-i Filton-nál. Ott, ahol az eredeti vadászokat megtervezték és megépítették.

## Továbbiak
Hasonló repülőgépek:
- Breguet 14
- Bristol M.R.1(en)
- Bristol Tourer(en)

## Jegyzékek
Jezetek
1. ↑  Mínusz motor, műszerek vagy fegyverek
2. ↑  Bruce 1965, p. 97.
3. ↑  A repülésben minden motort sorosnak neveznek, ami nem csillagmotor, vagy nem rotációs motor.
4. ↑  Barnes 1964, p. 106.
5. ↑  Bruce Air Enthusiast Thirty-five, pp. 43–45.
6. 1 2  Bruce 1952, p. 591.
7. ↑  Bruce 1952, p. 588.
8. 1 2  Kopański 2001, pp. 11–40.
9. ↑  Shuttleworth Collection – Bristol F.2B Archiválva 2013. január 28-i dátummal a Wayback Machine-ben Ellenőrizve: 2010. október 26.
10. ↑  Canada Aviation and Space Museum – Bristol F.2B Archiválva 2013. február 17-i dátummal a Wayback Machine-ben ellenőrizve: 2010. október 26.
11. ↑  "News and Press: Bristol Fighter." bac2010.co.uk. Ellenőrizve 2010. június 21.

Irodalomjegyzék
- Barnes, C.H. Bristol Aircraft since 1910. London: Putnam, 1964.
- Bruce, J.M. "The Bristol Fighter". Flight(en), 7 November 1952, pp. 587–591.
- Bruce, J.M. "Bristol's Fighter Par Excellence". Air Enthusiast(en), Thirty-five, January–April 1988. pp. 24–47. ISSN 0143-5450.
- Bruce, J.M. Warplanes of the First World War, Vol. 1. London: Macdonald, 1965.
- Cheesman, E.F., ed. Fighter Aircraft of the 1914–1918 War. Letchworth, Harleyford, UK: Aero Publishers, Inc., 1960.
- Gutman, J. Bristol F2 Fighter Aces of World War 1. London: Osprey Publishing, 2007. ISBN 978-1-84603-201-1.
- Kopański, Tomasz Jan. Samoloty Brytyjskie w Lotnictwie Polskim 1918–1930 (British Aircraft in the Polish Air Force 1918–1930) (in Polish). Bellona, Warsaw: 2001. ISBN 83-11-09315-6.

## Fordítás
- Ez a szócikk részben vagy egészben  a   Bristol F.2 Fighter című angol Wikipédia-szócikk ezen változatának fordításán alapul.  Az eredeti cikk szerkesztőit annak laptörténete sorolja fel. Ez a jelzés csupán a megfogalmazás eredetét és a szerzői jogokat jelzi, nem szolgál a cikkben szereplő információk forrásmegjelöléseként.